# تشارلي بيل (لاعب كرة قاعدة)
تشارلي بيل (بالإنجليزية: Charlie Bell)‏ هو لاعب كرة قاعدة أمريكي، ولد في 12 أغسطس 1868 في سينسيناتي في الولايات المتحدة، وتوفي في 7 فبراير 1937.

## وصلات خارجية
- تشارلي بيل على موقعبيزبول رفرنس.كوم (الدوري الرئيسي) (الإنجليزية)
- تشارلي بيل على موقعبيزبول رفرنس.كوم (الدوري الثانوي) (الإنجليزية)